# Troubat
Troubat település Franciaországban, Hautes-Pyrénées megyében. Lakosainak száma 75 fő (2022. január 1.). Troubat Antichan, Bramevaque, Gembrie, Mauléon-Barousse, Samuran és Thèbe községekkel határos.

## Népesség
A település népessége az elmúlt években az alábbi módon változott:
| Lakosok száma | 63   | 73   | 74   | 74   | 74   | 75   | 75   | 75   | 75   |
|               | 2013 | 2015 | 2016 | 2017 | 2018 | 2019 | 2020 | 2021 | 2022 |